# Apollo Victoria Theatre
Het Apollo Victoria Theatre is gelegen in de Londense wijk West End, op de Wilton Road nabij het Victoria station te Westminster. Het gebouw huisvestte oorspronkelijk de bioscoop New Victoria Cinema, maar er werden ook regelmatig variétévoorstellingen gehouden. Sinds 1981 worden er alleen nog musicals opgevoerd, beginnend met The Sound of Music. Tussen 1984 en 2002 werd de musical Starlight Express opgevoerd. In 2006 ging Wicked er in première.

## Architectuur
Het theater werd in 1929 gebouwd door de architecten Ernest Wamsley Lewis en William Edward Trent. Er kwam een bioscoop die behoorde tot de Gaumont British-groep. Het theater heeft twee identieke voorgevels. De ene grenst aan Wilton Road, de andere aan Vauxhall Bridge Road. De constructie bestaat aan de voorgevels uit brede, verticale banden met bovenaan twee zwarte marmeren zuilen. De zijkanten bestaan uit horizontale banden. Het oorspronkelijke podium had een afmeting van 22,6 bij 7,3 meter. Verder waren er tien kleedkamers en twee directiekamers.
Het gebouw is Grade II* listed.

## Bioscoop en varieté
Het theater opende op 15 oktober 1930 onder de naam "New Victoria Cinema". De eerste vertoonde film was Old English met George Arlis in de hoofdrol.
Naast de bioscoop-uitrusting was er ook een theaterorgel, dat tijdens de openingsavond werd bespeeld door Reginald Foort. Naast een bioscoop werd de zaal ook gebruikt voor diverse variétéshows, met voornamelijk optredens van bigbands.
In 1939 werd het complex tevens gebruikt om de eerste televisie-uitzendingen te vertonen van de Epsom Derby, dit in een testproject waarin de technologie van John Logie Baird werd gebruikt.
Van september 1940 tot mei 1941 was het gebouw in verband met de Tweede Wereldoorlog gesloten. De oorlog bracht niet al te veel schade teweeg en de theaterzaal kon al snel erna worden heropend. In de jaren 1950 wilde men het gebouw afbreken, maar uiteindelijk werd van dit plan afgezien. In november 1975 werd de laatste film vertoond: Legend of the Werewolf. In 1976 werden ook de variété-activiteiten gestaakt.

## Musical
In 1981 ging het gebouw weer open als musical-theater onder de naam Apollo Victoria Theatre. Er was een openingsconcert met Shirley Bassey.

### The Sound of Music
Op 17 augustus 1981 startte de musical The Sound of Music. De laatste voorstelling werd gegeven op 18 september 1982.

### Camelot
Camelot was de tweede productie. Deze liep van 23 november 1982 tot 5 februari 1983.

### Fiddler on the Roof
Vervolgens kwam Fiddler on the Roof op het toneel. Voorstellingen werden gegeven tussen 28 juni 1983 en 29 oktober 1983.

### Starlight Express
Daarna werd het theater grondig aangepast voor de musical Starlight Express. Er diende een skatebaan aangelegd te worden rondom het publiek. Hierdoor dienden er zo'n duizend zitplaatsen verwijderd te worden. Ook het hoofdpodium diende grondig aangepast te worden. De musical, gecomponeerd door Andrew Lloyd Webber en onder regie van Trevor Nunn, werd net geen 18 jaar vertoond. Er waren 7406 voorstellingen.
In 2002, na de laatste voorstelling van Starlight Express, werd de skatebaan verwijderd. Ook werd de binnenkant van het gebouw gerestaureerd door het architectenbureau Jaques Muir and Partners. Er werden zo'n 3500 oude lampen verwijderd en vervangen door 88.000 ledlampen.

### Bombay Dreams
Op 19 juni 2002 ging Bombay Dreams in première. Na 1500 voorstellingen werd de productie op 13 juni 2004 gestopt.

### Saturday Night Fever
Daarna was het de beurt aan Saturday Night Fever, dat liep van 2 juli 2004 tot 18 februari 2006

### Movin'Out
Op 28 maart 2006 werd Movin' Out voor het eerst vertoond. De productie flopte en werd al op 22 mei 2006 beëindigd.

### Wicked
Sinds 27 september 2006 is de Broadway-productie Wicked te bezichtigen, een prequel van De tovenaar van Oz.